# Томаш Пекхарт
Томаш Пекхарт (чеш. Tomáš Pekhart; 26. мај 1989) чешки је професионални фудбалер који тренутно наступа на позицији нападача за Легију Варшаву и репрезентацију Чешке.
Каријеру је почео 2008. у Тотенхему, гдје је играо за резервни тим, а затим је послат на позајмицу у Саутемптон, гдје је провео једну сезону, а 2009. послат је на позајмицу у Славију Праг, гдје је провео такође једну сезону. Није дебитовао за Тотенхем, а 2010. прешао је у Јаблонец, гдје је провео једну сезону, а затим је послат на позајмицу у Спарту Праг. Године 2011. прешао је у Нирнберг, гдје је провео три године, а након што је клуб испао из лиге, прешао је у Инголштад, гдје је провео једну сезону и освојио титулу у Другој лиги Њемачке, након чега је прешао у АЕК, са којим је освојио Куп Грчке.
Године 2017. прешао је у Хапоел Биршебу, гдје је провео једну сезону и освојио је титулу првака Израела, након чега је прешао у Лас Палмас. Године 2020. прешао је у Легију Варшаву, са којом је освојио титулу првака Пољске двије године заредом, а у сезони 2020/21. био је најбољи стријелац лиге и проглашен је за најбољег нападача лиге.
Прошао је све млађе селекција у репрезентацији. Са репрезентацијом до 17 година завршио је на другом мјесту на Европском првенству 2006, док је са репрезентацијом до 20 година завршио на другом мјесту на Свјетском првенству 2007. године.
За сениорску репрезентацију Чешке, дебитовао је 2010, након чега је играо на Европским првенствима 2012. и 2020.

## Клупска каријера

### Почетак каријере
Пекхарт је рођен у Сушицама и почео је каријеру у локалном клубу Сушице, након чега је прешао у Клатовију, док је 2003. прешао у омладински тим Славије Праг. На љето 2006. прешао је у Тотенхем, гдје је играо за академију Тотенхема и резервни тим.
У августу 2008. отишао је на позајмицу у Саутемптон, који је играо у Чемпионшипу. За клуб је дебитовао 14. септембра, у поразу 4:1 од Квинс Парк рејнџерса. Једини гол, постигао је у ремију 2:2 против Ипсвича. У јануару 2009. вратио се у Тотенхем, али није успио да се избори за мјесто у тиму и, пред крај прелазног рока, отишао је на позајмицу у Славију Праг. За клуб је дебитовао 23. фебруара, у побједи од 3:2 против Викторије Плзењ, када је ушао у игру у 86. минуту. Први гол постигао је 15. марта, када је дао гол у 87. минуту, за побједу од 2:1 на гостовању против Јаблонеца у 20. колу. Недељу дана касније, постигао је гол за побједу од 1:0 против Тескома Злина. Сезону је завршио са одиграних 13 утакмица и два постигнута гола.

### Јаблонец
На дан 12. јануара 2010, прешао је у Јаблонец, са којим је потписао уговор на три и по године, након што није добио шансу да дебитује за Тотенхем. За клуб је дебитовао 28. фебруара, у побједи од 3:0 против Бохемијанса. Први гол постигао је 20. марта, у 84. минуту, за побједу од 2:1 на гостовању против Прибрама. На дан 2. маја, постигао је два гола у побједи од 4:0 на гостовању против Бохемијанс Прага у 27 колу, док је, недељу дана касније, постигао гол у побједи од 3:0 на гостовању против Славије Праг. Сезону је завршио са одиграних 14 утакмица и четири постигнута гола. У првом колу у сезони 2010/11. постигао је гол за побједу од 1:0 против Збројовке Брно, након чега је постигао гол и у другом колу, у поразу 4:1 од Сигме Оломоуц, а затим и у трећем колу, у ремију 1:1 против Теплица. Послије шест утакмица без гола, постигао је оба гола у побједи од 2:0 против Устија на Лаби, 3. октобра, у 11 колу. Након паузе, 15 дана касније, постигао је два гола у побједи од 5:1 против Прибрама, у 12 колу, након чега је постигао гол и у 13 колу, у побједи од 3:1 на гостовању против Бањик Остраве. Недељу дана касније, постигао је гол у ремију 1:1 против Младе Болеслав у 14 колу, док је, четири дана касније, постигао гол у побједи од 3:0 на гостовању против Славије Праг. Десет дана касније, постигао је гол у побједи од 3:2 против Сигме Оломоуц у 16 колу, што му је била шеста утакмица заредом у којој је постигао гол и први дио сезоне завршио је са одиграних 15 утакмица и 11 постигнутих голова.

### Спарта Праг
У другом дијелу сезоне 2010/11. прешао је у Спарту Праг, као дио договора са Нирбергом. За клуб је дебитовао 17. фебруара 2011. у ремију 0:0 против Ливерпула у 1/16 финала Лиге Европе. У реванш утакмици, Ливерпул је побиједио 1:0 голом Дирка Којта у 86. минуту и прошао даље. У лиги, дебитовао је 12. марта, у поразу 1:0 од Викторије Плзењ. Недељу дана касније, постигао је два гола у побједи од 2:0 против Збројовке Брно. На дан 2. маја, постигао је гол у ремију 2:2 на гостовању против Теплица, након чега је постигао гол у побједи од 2:0 против Бохемијанса у 28 колу. У 29 колу, постигао је два гола у побједи од 3:2 на гостовању против Ушти над Лебем, након чега је постигао гол у побједи од 3:1 против Храдеца Кралове, у последњем, 30 колу. Сезону у Спарти завршио је са одиграних девет утакмица и седам постигнутих голова, а сезону је завршио завршио са укупно постигнутих 18 голова, по чему је завршио на другом мјесту листе стријелаца, гол иза Давида Лафате.

### Нирнберг
На љето 2011. прешао је у Нирнберг, за који је дебитовао 30. јула, у утакмици прве рунде Купа Њемачке и постигао је гол у побједи од 5:1 на гостовању против Арминије Билефелд. У првом колу Бундеслиге, постигао је гол у побједи од 1:0 на гостовању против Херте Берлин. У другом колу, постигао је гол у поразу 2:1 кући од Хановера, након чега је, у петом колу, у побједи од 2:1 на гостовању против Келна, добио црвени картон у 42. минуту, при резултату 2:0, а Нирнберг је оба гола постигао из пенала. У 8. колу, постигао је гол у 82. за реми од 3:3 против Мајнца. У 17. колу, постигао је гол у побједи од 3:0 на гостовању против Бајер Леверкузена, након чега је постигао гол за побједу од 2:1 против Келна у 22 колу. У 29. колу, постигао је гол у ремију од 2:2 на гостовању против Фрајбурга, након што је Нирнберг водио 2:0. У 31. колу, постигао је гол у побједи од 2:0 на гостовању против Кајзерслаутерна, након чега је, у 33 колу, постигао два гола у побједи од 3:2 на гостовању против Хофенхајма. Сезону је завршио са девет постигнутих голова и био је најбољи стријелац тима, заједно са Данијелом Дидавијем.
На почетку сезоне 2012/13, постигао је гол у другом колу, у ремију од 1:1 против Борусије Дортмунд. У 18. колу, постигао је гол за реми од 1:1 против Хамбургера, након чега је постигао гол и у 20. колу, у побједи од 2:1 против Борусије Менхенгладбах. У последњем, 34 колу, постигао је трећи гол на мечу, у побједи од 3:2 против Вердер Бремена. Сезону је завршио са четири постигнута гола.
На почетку сезоне 2013/14. није играо, а због лоше форме, био је прослијеђен у резервни тим, за који је одиграо једну утакмицу. Једини гол постигао је у 22. колу, у побједи од 2:1 против Ајнтрахт Брауншвајга. Сезону је завршио са једним датим голом, а Нирнберг је испао у Другу Бундеслигу.

### Инголштад
На почетку сезоне 2014/15. одиграо је три утакмице за Нирнберг у Другој лиги, након чега је, 28. августа 2014. прешао у Инголштад, са којим је потписао трогодишњи уговор.
У сезони 2014/15. одиграо је 12 утакмица и није постигао ниједан гол, а Инголштад је завршио на првом мјесту и пласирао се у Бундеслигу.
У сезони 2015/16. одиграо је четири утакмице у првом дијелу сезоне и није постигао ниједан гол.

### АЕК Атина
На дан 1. фебруара 2016. прешао је у АЕК из Атине, за који је дебитовао три дана касније, у побједи од 1:0 на гостовању против Ираклиса у четвртфиналу Купа Грчке. У Суперлиги Грчке дебитовао је 7. фебруара, у поразу од 1:0 против Атромитоса. Први гол за клуб постигао је у 23. колу, у ремију од 1:1 на гостовању против Ираклиса. У 29. колу, постигао је оба гола у побједи од 2:0 против Паниониоса, а први два минута након што је АЕК остао са играчем мање. Играо је и у финалу Купа, у којем је АЕК побиједио Олимпијакос 2:1 и освојио Куп. Сезону је завршио са три постигнута гола.
Сезону 2016/17. почео је у трећем колу квалификација за Лигу Европе, гдје је наступио на првој утакмици, али је АЕК испао од Сент Етјена. У лиги, прву утакмицу одиграо је у петом колу, у ремију од 0:0 против Ираклиса. Први гол у сезони постигао је 25. октобра, у побједи од 4:0 против Керкире у оквиру групе Ф у Купу. На дан 29. новембра, постигао је два гола у ремију од 2:2 против Анађенисија у групи Ф у Купу Грчке. Први гол у лиги постигао је 10. децембра, у 14. колу, у побједи од 4:0 против Левадијакоса. У 15. колу, постигао је гол у ремију од 1:1 против Пас Јањине, након чега је, у одложеној утакмици другог кола, постигао два гола у поразу 3:2 од Астерас Триполија. У 17. колу, постигао је гол у побједи од 2:0 против Астерас Триполиса кући, након чега је дао гол у 22. колу, у побједи од 3:0 против Ларисе. У 26. колу, постигао је гол у поразу 3:2 кући од Панатинаикоса, који је водио 2:0, АЕК је изједначио, а Маркус Берг је дао гол за побједу у 90. минуту. У 28. колу, постигао је два гола у побједи од 5:0 против Керкире и сезону је завршио са девет постигнутих голова у лиги.

### Хапоел Биршеба
На дан 21. јула 2017, прешао је у Хапоел Биршебу, који је освојио титулу првака Израела у сезони 2016/17, а потписао је трогодишњи уговор. За клуб је дебитовао у квалификацијама за Лигу шампиона, гдје су испали у плеј офу од Марибора, и директно су се пласирали у Лигу Европе, гдје су били у групи са Луганом, Викторијом Плзењ и ФЦСБ. У Премијер лиги Израела, дебитовао је 19. августа, у првом колу и постигао је гол, у ремију од 1:1 против Макаби Нетанје. У петом колу, постигао је гол у ремију од 1:1 на гостовању против Хапоел Хаифе, након чега је постигао гол и у 12. колу, у побједи од 3:1 против Ирони Кирјат Шимоне. У 16. колу, постигао је гол у побједи од 1:0 на гостовању против Хапоел Ашкелона, након чега је постигао гол у 20. колу, у побједи од 3:1 против Хапоел Ранане. У 22. колу, постигао је гол из пенала у 90. минуту, у побједи од 2:0 против Ашдода. У 25. колу, постигао је гол за побједу од 1:0 против Ирони Кирјат Шимоне, након чега је постигао гол и у последњем, 26. колу, у побједи од 2:0 против Бнеи Сачина. Регуларни дио сезоне завршио је са осам постигнутих голова, а Хапоел је завршио на првом мјесту на табели. У плеј офу, постигао је гол у деветом колу, у побједи од 4:1 на гостовању против Хапоел Хаифе]], након чега је постигао гол и у последњем, десетом колу, у побједи од 6:1 против Макаби Нетанје, а Хапоел је освојио титулу, другу годину заредом, девет бодова испред Макаби Тел Авива.

### Лас Палмас
На дан 13. августа 2018. прешао је у ФК Лас Палмас, са којим је потписао двогодишњи уговор. За клуб је дебитовао пет дана касније, у побједи од 2:0 против Реус Депортијуа, у првом колу Друге лиге Шпаније. Први гол постигао је у 15. колу, у поразу 4:1 од Кадиза. Сезону је завршио са 14 одиграних утакмица и једним постигнутим голом.
На почетку сезоне 2019/20, прву утакмицу одиграо је у четвртом колу, у ремију од 0:0 против Тенерифа. Први гол постигао је у осмом колу, у побједи од 3:2 против Албасетеа. У десетом колу, постигао је гол у побједи од 2:0 на гостовању против Луга, након чега је, у 11. колу, постигао два гола у побједи од 3:0 против Депортиво ла Коруње. У 15. колу, дао је гол из пенала у ремију од 1:1 против Алкоркона. До краја првог дијела сезоне, није постигао ниједан гол и полусезону је завршио са пет постигнутих голова.

### Легија Варшава
На дан 10. фебруара 2020, прешао је у Легију Варшаву, са којом је потписао уговор на двије и по године. За клуб је дебитовао 22. фебруара, у побједи од 4:0 против Јагелоније Бјалисток, у 23. колу Екстракласе, када је постигао и гол. У 27. колу, постигао је гол за побједу од 1:0 на гостовању против Лех Познања, након чега је постигао два гола у побједи од 3:1 на гостовању против Висле Краков у 28. колу. Одиграо је седам утакмица и постигао четири гола у другом дијелу сезоне 2019/20, а Легија је завршила на првом мјесту регуларни дио сезоне. У плеј офу, постигао је један гол, у побједи од 2:0 против Краковије, а Легија је освојила титулу првака Пољске.
Сезону 2020/21. почео је у квалификацијама за Лигу шампиона, гдје је Легија испала у другом колу, од Омоније. У квалификацијама за Лигу Европе, постигао је гол у побједи од 2:0 против Дрите у трећем колу квалификација, али је у плеј офу, Легија испала од Карабага. У првом колу Екстракласе, постигао је оба гола у побједи од 2:1 на гостовању против Раков Честохове, након чега је постигао по гол у другом колу, у поразу 2:1 од Јагелоније кући, као и у трећем колу, за побједу од 1:0 на гостовању против Висле Плок. У седмом колу, постигао је оба гола у побједи од 2:1 против Заглебје Лубина, након чега је постигао гол у побједи од 2:1 против Шлонск Вроцлава у одложеној утакмици петог кола. У одложеној утакмици шестог кола, постигао је гол у побједи од 3:0 на гостовању против Варте Познањ, након чега је дао гол у 11. колу, у ремију од 2:2 против Пјаста Гливице. У 12. колу, дао је водећи гол у побједи од 2:0 против Лехије Гдањск, након чега је дао оба гола у побједи од 2:1 на гостовању против Висле Краков у 13. колу и гол у поразу 3:2 од Стал Мјелеца кући. У 16. колу, дао је гол из пенала у побједи од 2:0 против Раков Честохове, након чега је постигао и гол из пенала за реми од 1:1 против Јагелоније Бјалисток, у 17. колу. У 22. колу, постигао је сва четири гола у побједи од 4:0 на гостовању против Заглебје Лубина, од чега три до 19. минута, након чега је постигао два гола у побједи од 4:2 против Погоњ Шчећина у 23. колу. У 27. колу, постигао је гол из пенала за побједу од 1:0 на гостовању против Лехије Гдањск, док на последње двије утакмице није играо. Сезону је завршио са 22 постигнута гола и био је најбољи стријелац првенства, док је Легија освојила титулу првака, другу годину заредом.
Сезону 2021/22. почео је у квалификацијама за Лигу шампиона, гдје је постигао гол у првом колу квалификација, у побједи од 2:0 против Боде/Глимта, али је Легија испала у трећем колу квалификација, од Динамо Загреба. У плеј офу квалификација за Лигу Европе, Легија је избацила Славију Праг и пласирала се у групну фазу. У првенству, први гол постигао је у четвртом колу, у побједи од 2:0 на гостовању против Варте Познањ. У десетом колу, дао је једини гол у поразу 3:1 од Лехије Гдањск, након чега је постигао гол у одложеној утакмици трећег кола, у побједи од 4:0 против Заглебје Лубина, која је играна након 19. кола, када је Легија била у зони испадања.

## Репрезентативна каријера

### Млађе селекције
Играо је за све млађе селекције репрезентације, а за репрезентацију Чешке до 17 година, наступао је на Европском првенству 2006. гдје је постигао гол у побједи од 2:0 против Шпаније у полуфиналу, након чега је постигао гол и у финалу, за реми од 2:2 против Русије, али је Чешка изгубила 5:3 на пенале.
За репрезентацију до 20 година, играо је на Свјетском првенству 2007. у Канади, гдје је, са 18 година, био најмлађи играч у репрезентацији. Играо је на свакој утакмици, укључујући и финале, у којем је Чешка изгубила од Аргентине 2:1, а Мауро Зарате је постигао гол за побједу, четири минута прије краја утакмице. На Свјетском првенству за играче до 20 година 2009, постигао је гол у побједи од 2:1 против Аустралије у првом колу групне фазе. Чешка је завршила на другом мјесту у групи, након чега је испала у осмини финала од Мађарске, 4:3 на пенале, а Пекхарт није улазио у игру.
За репрезентацију до 21 године, дебитовао је 8. септембра 2007, када је постигао гол за реми од 1:1 на гостовању против Јерменије, у квалификацијама за Европско првенство 2009. У другом колу квалификација, постигао је два гола у побједи од 8:0 против Лихтенштајна, након чега је постигао гол у побједи од 4:0 на гостовању против Лихтенштајна, у трећем колу квалификација, као и у побједи од 3:0 против Јерменије у четвртом колу. Квалификације је завршио као најбољи стријелац репрезентације, са пет постигнутих голова, а Чешка није успјела да се пласира на првенство, завршивши на трећем мјесту. У првом колу квалификација за Европско првенство 2011. постигао је хет трик у побједи од 8:0 на гостовању против Сан Марина, након чега није играо до шестог кола, када је поново постигао хет трик у побједи од 5:0 против Сан Марина кући. У последњем колу групне фазе, постигао је гол у побједи од 3:1 против Исланда, а Чешка је завршила на првом мјесту на табели и пласирала се у плеј оф, са седам побједа и једним ремијем. У плеј офу, постигао је гол у побједи од 3:0 против Грчке у првој утакмици, након чега је постигао водећи гол у реванш утакмици, за побједу од 2:0 и Чешка се пласирала на првенство, а Пекхарт је завршио као најбољи стријелац квалификација, са девет постигнутих голова. На Европском првенству за играче до 21 године 2011. постигао је гол за побједу од 2:1 против Енглеске у 90. минуту, захваљујући чему се Чешка пласирала у полуфинале са другог мјеста, завршивши бод иза Шпаније. У полуфиналу, ушао је у игру у другом полувремену, а Чешка је изгубила од Швајцарске 1:0 на продужетке, док је у утакмици за треће мјесто изгубила 1:0 од Бјелорусије.

### Сениорска репрезентација
За сениорску репрезентацију Чешке, дебитовао је 22. маја 2010. у поразу 2:1 од Турске; ушао је у игру у 77. минуту, умјесто Томаша Нецида. Први гол постигао је 12. октобра 2012, у побједи од 3:1 против Малте у квалификацијама за Свјетско првенство 2014. Годину дана касније, постигао је гол у побједи од 4:1 на гостовању против Малте, у претпоследњем колу квалификација, али је Чешка завршила на трећем мјесту и није успјела да се пласира у плеј оф.
Због лоших игара у клубовима, више није позиват у репрезентацију, а 27. маја 2021. нашао се на списку играча за Европско првенство 2020, које је због пандемије ковида 19 помјерено за 2021. На дан 8. јуна играо је у побједи од 3:1 против Албаније у пријатељској утакмици; ушао је у игру у 65. минуту, умјесто Јакуба Јанкта. На Европском првенству, није играо на прве двије утакмице, а Чешка је у првом колу групе Д побиједила Шкотску 2:0, са два гола Патрика Шика, док је у другом колу ремизирала 1:1 против Хрватске. У трећем колу, ушао је у игру у 75. минуту умјесто Шика, а Чешка је изгубила 1:0 од Енглеске и прошла је даље са трећег мјеста. У осмини финала није играо, а Чешка је побиједила Холандију 2:0. Није играо ни у четвртфиналу, а Чешка је изгубила 2:1 од Данске и испала са првенства.

## Статистика каријере

### Клубови
Ажурирано након утакмице игране 1. маја 2021.
| Клуб                     | Сезона            | Лига                  | Лига  | Лига | Национални куп | Национални куп | Лига куп | Лига куп | Континентално | Континентално | Остало | Остало | Укупно | Укупно |
| Клуб                     | Сезона            | Лига                  | Утак. | Гол. | Утак.          | Гол.           | Утак.    | Гол.     | Утак.         | Гол.          | Утак.  | Гол.   | Утак.  | Гол.   |
| ------------------------ | ----------------- | --------------------- | ----- | ---- | -------------- | -------------- | -------- | -------- | ------------- | ------------- | ------ | ------ | ------ | ------ |
| Саутемптон (позајмица)   | 2008/09.          | Чемпионшип            | 9     | 1    | 0              | 0              | 1        | 0        | —             | —             | —      | —      | 10     | 1      |
| Славија Праг (позајмица) | 2008/09.          | Прва лига Чешке       | 13    | 1    | —              | —              | —        | —        | —             | —             | —      | —      | 13     | 2      |
| Јаблонец                 | 2009/10.          | Прва лига Чешке       | 14    | 4    | 1              | 0              | —        | —        | —             | —             | —      | —      | 15     | 4      |
| Јаблонец                 | 2010/11.          | Прва лига Чешке       | 15    | 11   | 0              | 0              | —        | —        | 1             | 0             | —      | —      | 16     | 11     |
| Јаблонец                 | Укупно            | Укупно                | 29    | 15   | 1              | 0              | —        | —        | 1             | 0             | —      | —      | 31     | 15     |
| Спарта Праг (позајмица)  | 2010/11.          | Прва лига Чешке       | 9     | 7    | —              | —              | —        | —        | 2             | 0             | —      | —      | 11     | 7      |
| Нирнберг                 | 2011/12.          | Бундеслига            | 31    | 9    | 3              | 1              | —        | —        | —             | —             | —      | —      | 34     | 10     |
| Нирнберг                 | 2012/13.          | Бундеслига            | 31    | 4    | 1              | 0              | —        | —        | —             | —             | —      | —      | 32     | 4      |
| Нирнберг                 | 2013/14.          | Бундеслига            | 23    | 1    | 0              | 0              | —        | —        | —             | —             | —      | —      | 23     | 1      |
| Нирнберг                 | 2014/15.          | 2. Бундеслига         | 3     | 0    | 0              | 0              | —        | —        | —             | —             | —      | —      | 2      | 0      |
| Нирнберг                 | Укупно            | Укупно                | 88    | 14   | 4              | 1              | —        | —        | —             | —             | —      | —      | 92     | 15     |
| Инголштад 04             | 2014/15.          | 2. Бундеслига         | 12    | 0    | 0              | 0              | —        | —        | —             | —             | —      | —      | 12     | 0      |
| Инголштад 04             | 2015/16.          | Бундеслига            | 4     | 0    | 1              | 0              | —        | —        | —             | —             | —      | —      | 5      | 0      |
| Инголштад 04             | Укупно            | Укупно                | 16    | 0    | 1              | 0              | —        | —        | —             | —             | —      | —      | 17     | 0      |
| АЕК Атина                | 2015/16.          | Суперлига Грчке       | 14    | 3    | 3              | 0              | —        | —        | —             | —             | —      | —      | 17     | 3      |
| АЕК Атина                | 2016/17.          | Суперлига Грчке       | 26    | 9    | 4              | 3              | —        | —        | 1             | 0             | —      | —      | 31     | 12     |
| АЕК Атина                | Укупно            | Укупно                | 40    | 12   | 7              | 3              | —        | —        | 1             | 0             | —      | —      | 48     | 15     |
| Хапоел Биршеба           | 2017/18.          | Премијер лига Израела | 28    | 10   | 2              | 0              | —        | —        | 7             | 0             | 1      | 1      | 38     | 11     |
| Хапоел Биршеба           | 2018/19.          | Премијер лига Израела | 0     | 0    | 0              | 0              | —        | —        | 2             | 0             | —      | —      | 2      | 0      |
| Хапоел Биршеба           | Укупно            | Укупно                | 28    | 10   | 2              | 0              | —        | —        | 9             | 0             | —      | —      | 40     | 11     |
| Лас Палмас               | 2018/19.          | Друга лига Шпаније    | 14    | 1    | 1              | 0              | —        | —        | —             | —             | —      | —      | 15     | 1      |
| Лас Палмас               | 2019/20.          | Друга лига Шпаније    | 17    | 5    | 1              | 0              | —        | —        | —             | —             | —      | —      | 18     | 5      |
| Лас Палмас               | Укупно            | Укупно                | 31    | 6    | 2              | 0              | —        | —        | —             | —             | —      | —      | 33     | 6      |
| ФК Легија Варшава        | 2019/20.          | Екстракласа           | 11    | 5    | 1              | 0              | —        | —        | —             | —             | —      | —      | 12     | 5      |
| ФК Легија Варшава        | 2020/21.          | Екстракласа           | 25    | 22   | 3              | 1              | —        | —        | 4             | 1             | 1      | 0      | 33     | 24     |
| ФК Легија Варшава        | Укупно            | Укупно                | 36    | 27   | 4              | 1              | —        | —        | 4             | 1             | 1      | 0      | 45     | 29     |
| Укупно у каријери        | Укупно у каријери | Укупно у каријери     | 299   | 94   | 21             | 5              | 1        | 0        | 17            | 1             | 2      | 1      | 340    | 101    |

### Репрезентација
Ажурирано након утакмице игране 22. јуна 2021.
| Репрезентација | Година | Наступи | Голови |
| -------------- | ------ | ------- | ------ |
| Чешка          |        |         |        |
| 2010.          | 1      | 0       |        |
| 2011.          | 7      | 0       |        |
| 2012.          | 11     | 2       |        |
| 2013.          | 0      | 0       |        |
| 2014.          | 0      | 0       |        |
| 2015.          | 0      | 0       |        |
| 2016.          | 0      | 0       |        |
| 2017.          | 0      | 0       |        |
| 2018.          | 0      | 0       |        |
| 2019.          | 0      | 0       |        |
| 2020.          | 0      | 0       |        |
| 2021.          | 4      | 0       |        |
| Укупно         | Укупно | 27      | 2      |

### Голови за репрезентацију
Ажурирано након утакмице игране 11. октобра 2013.
| ‡ | Гол из пенала |

| Број | Датум             | Локација                            | Противник | Гол за | Коначан резултат | Такмичење                                 |
| ---- | ----------------- | ----------------------------------- | --------- | ------ | ---------------- | ----------------------------------------- |
| 1    | 12. октобар 2012. | Досан арена, Плзењ, Чешка Република | Малта     | 2:1    | 3:1              | Квалификације за Свјетско првенство 2014. |
| 2    | 11. октобра 2013. | Национални стадион, Та Кали, Малта  | Малта     | 4:1    | 4:1              | Квалификације за Свјетско првенство 2014. |

## Успјеси

### Клубови
АЕК Атина
- Куп Грчке: 2015/16

Хапоел Биршеба
- Премијер лига Израела: 2017/18

Легија Варшава
- Екстракласа: 2019/20,[193] 2020/21

### Репрезентација
Чешка до 17 година
- Друго мјесто на Европском првенству за играче до 17 година: 2006[194]

Чешка до 20 година
- Друго мјесто на Свјетском првенству за играче до 20 година: 2007

### Индивидуално
- Најбољи стријелац Екстракласе: 2020/21 (22 гола)
- Најбољи нападач сезоне Екстракласе: 2020/21[195]